# Powell River (Straße von Georgia)
Der Powell River ist ein 79 km langer Zufluss der Straße von Georgia in der kanadischen Provinz British Columbia, etwa 130 km nordwestlich der Großstadt Vancouver. Benannt wurde der Fluss nach Israel Wood Powell (1836–1915), einem britischen Arzt, Politiker und Unternehmer in British Columbia.

## Flusslauf
Der Powell River hat sein Quellgebiet in den Pacific Ranges, einem Gebirgszug der Coast Mountains, auf einer Höhe von 600 m. Dort wird er von mehreren Quellbächen gespeist. Er fließt anfangs 26 km in überwiegend südlicher Richtung durch das Bergland, bevor er in das nördliche Ende des 50 km langen Powell Lake mündet. 4 km oberhalb des Powell Lake trifft der Daniels River rechtsseitig auf den Powell River. Am Abfluss aus dem See, bei der Kleinstadt Powell River, wird der Fluss durch einen Damm aufgestaut. Knapp 500 m unterhalb des Damms befindet sich die Mündung des Powell River ins Meer.
Das Einzugsgebiet des Powell River umfasst etwa 1300 km².

## Wasserkraftnutzung
Das Wasserkraftwerk bei Powell River ist seit 1912 in Betrieb. Es wurde ursprünglich für den Strombedarf der dortigen Papiermühle errichtet. Es nutzt das Gefälle von 36 m zwischen dem See und der nahen Meeresküste. Das Kraftwerk besitzt 5 Einheiten (zwischen 1912 und 1926 eingerichtet) mit einer installierten Leistung von 46 MW. Es wurde Anfang der 2000er Jahre von dem Konzern Catalyst Paper an Brookfield Renewable verkauft.